# Crotalaria avonensis
Crotalaria avonensis là một loài thực vật có hoa trong họ Đậu. Loài này được Delaney & Wunderlin miêu tả khoa học đầu tiên.